# 安益泰
安 益泰（アン・イクテ、1906年12月6日 - 1965年9月16日）は、大韓帝国出身の作曲家、指揮者。本貫は順興安氏。

## 経歴
平壌出身。崇実中学校を修了後、1921年に渡日し正則中学校（現・正則高等学校）に入学、その後東京高等音楽学院でチェロを専攻した。
1930年渡米し、フィラデルフィアのカーティス音楽学校に入学、その後シンシナティー音楽学校でチェロと作曲を専攻した。1936年渡欧してウィーンへ留学し、アジア人で唯一リヒャルト・シュトラウスに学び、現在の大韓民国の国歌である愛国歌を作曲した。1939年、ブダペスト音楽学校に入学し、卒業後指揮者として各国を回り、ウィーン交響楽団、ベルリン交響楽団、ローマ交響楽団、ブダペスト交響楽団で指揮した。第2次世界大戦後スペインへ移住して現地の女性と結婚、スペイン国籍を取得。
彼が作曲した管弦楽曲『韓国幻想曲』の終曲の合唱は、1948年の大韓民国独立後に彼が李承晩大統領へこの曲を持ち込んだことにより正式に大韓民国の国歌となった。1960年と1964年に来日して演奏している。1965年、韓国の文化勲章大統領章が授与された。同年、滞在していたマヨルカ島で急死。1977年7月8日、遺灰が韓国の国立墓地に埋葬された。
なお、「大作曲家・人と作品〜R．シュトラウス」（音楽之友社）を八木浩と共著（日本語）で著している。
交響幻想曲「韓国」については、安自身がロサンゼルス・フィルハーモニックを指揮した録音が残されている。

## 親日派疑惑
2006年3月、安が満洲国建国10周年を記念して祝賀曲を作曲し、ベルリン放送交響楽団を指揮するフィルムが発見され、親日派疑惑が持ち上がった。2008年4月30日、民族問題研究所などは安を親日派であるとして親日人名辞典に加える意向であることを明らかにした。
2008年4月29日に韓国の市民団体民族問題研究所、ならびにその傘下の親日人名辞典編纂委員会より発表された親日人名辞典の第2回リストに名前が掲載されており、彼らによって親日派であると認定されている。
2009年11月8日に刊行された民族問題研究所の「親日人名辞典」に、日本による植民地支配に協力した一人として名前が掲載された。2019年には、全国教職員労働組合が親日派の人物が作詞または作曲した学校の校歌を変更するように主張。組合側は、親日派の根拠を親日人名辞典に求めたため、安益泰が作曲した校歌も対象となっている。
2020年、金元雄（光復会会長）は国立ソウル顕忠院に葬られている親日派の改葬を提起。安益泰は民族反逆者として批判の対象とした

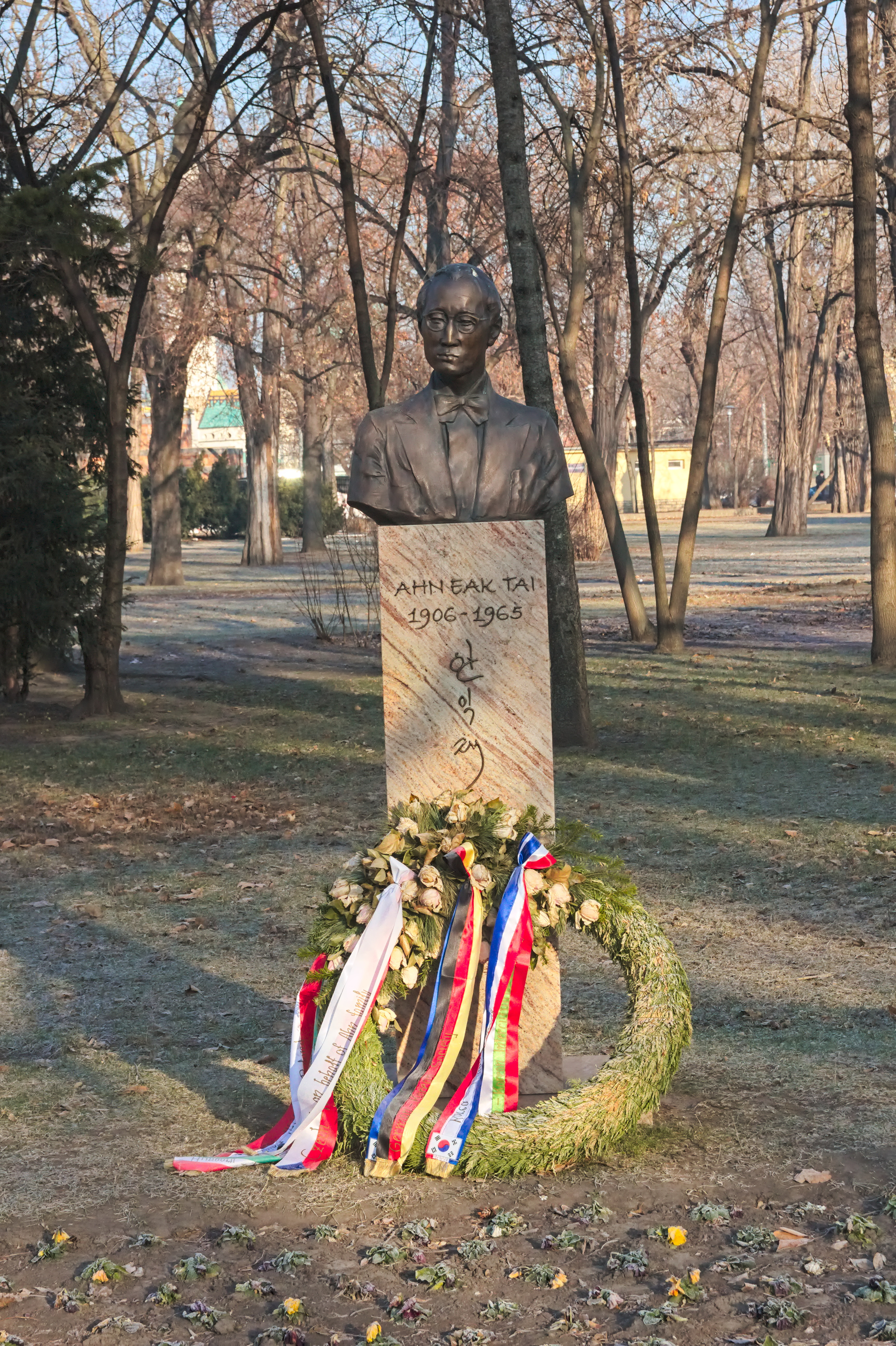
ブダペストにある安益泰の胸像

## 作品
- 声楽付組曲「韓国の生活」（二八青春/アリラン峠/田園/野原の百合。1934～1935年）
- 愛国歌（1936年）
- 交響詩「降天声楽」（1936年）
- 交響幻想曲「韓国」（合唱と管弦楽のための。1936～1937年）
- 幻想曲「越天楽」（1930年代作曲。1944年以降楽譜紛失）
- 交響幻想曲第2番「極東」（1930年代作曲。1944年以降楽譜紛失）
- 満洲国建国10周年祝典音楽（合唱と管弦楽のための。1940年代作曲。1944年以降楽譜紛失）
- 交響詩「論介」（1962年）
- 愛国志士への追悼楽（1962年）
- 野原の白い百合（合唱と器楽のための。1962年）
- 韓国舞曲（1963年）
- 交響詩「マリョルカ」（1948年。2006年発見）
- 交響詩「フォーメントーの松」（1951年。2006年発見）